# Kern (priimek)
Kern je priimek v Sloveniji, ki ga je po podatkih Statističnega urada Republike Slovenije na dan 1. januarja 2010 uporabljalo 733 oseb.

## Znani slovenski nosilci priimka
- Ana Nuša Kern, šolnica, pedagoginja
- Bojan Kern (*1939), gozdar
- Dejan Kern (*1989), nogometaš
- Boris Kern (*1983), jezikoslovec leksikolog
- Damjana Kern Andoljšek, prevodoslovka ...
- Dore Kern (1895—?), amaterski gledališčnik
- Irma Kern, slovenistka
- Ivan Kern (1898—1991), kontraadmiral, politik, poveljnik mornarice, prevajalec
- Ferdo Kern (1872—1960), veterinar na Madžarskem (1926-32 ravnatelj Državnega veterinarskega bakteriološkega zavoda  v Ljubljani)
- Frank J. Kern (1887—1977), pisatelj, urednik in zdravnik v Clevelandu
- Izidor Kern, medicinec patolog
- Janoš Kern (1955—2025), kulturni menedžer, direktor ustanove "Imago Sloveniae"
- Jožef Kern-Jauh (1879—?), politični delavec in publicist v Clevelandu
- Karel Kern (1829—1876), kontraadmiral, poveljnik oklepne fregate Salamander v bitki pri Visu
- Maksimiljan Kern (1926—80), zdravnik otorinolaringolog
- Sara Kern (*1989), filmska režiserka
- Sebastjan Kern, motokrosist
- Stanko Kern, arhitekt
- Špela Kern (*1990), kolesarka
- Tomaž Kern (*1964), strojnik, informatik-logistik
- Vincenc Kern (1760—1829), zdravnik kirurg

## Znani tuji nosilci priimka
- Anton Kern, arheolog na Dunaju
- Christian Kern (*1966), avstrijski zvezni kancler (2016-17)
- Jermolaj Fjodorovič Kern (1765—1841), ruski general
- Jerome David Kern (1885—1945), ameriški skladatelj (muzikalov)
- Krunoslav Kern (1935—1992), hrvaški slikar
- Leonhard Kern (1588—1662), nemški kipar (tudi na Slov.)
- Olga Kern (*1975), rusko-ameriška pianistka
- Paul Kern (1892—1947), nemški general